# Päpstlicher Rat für die Kultur

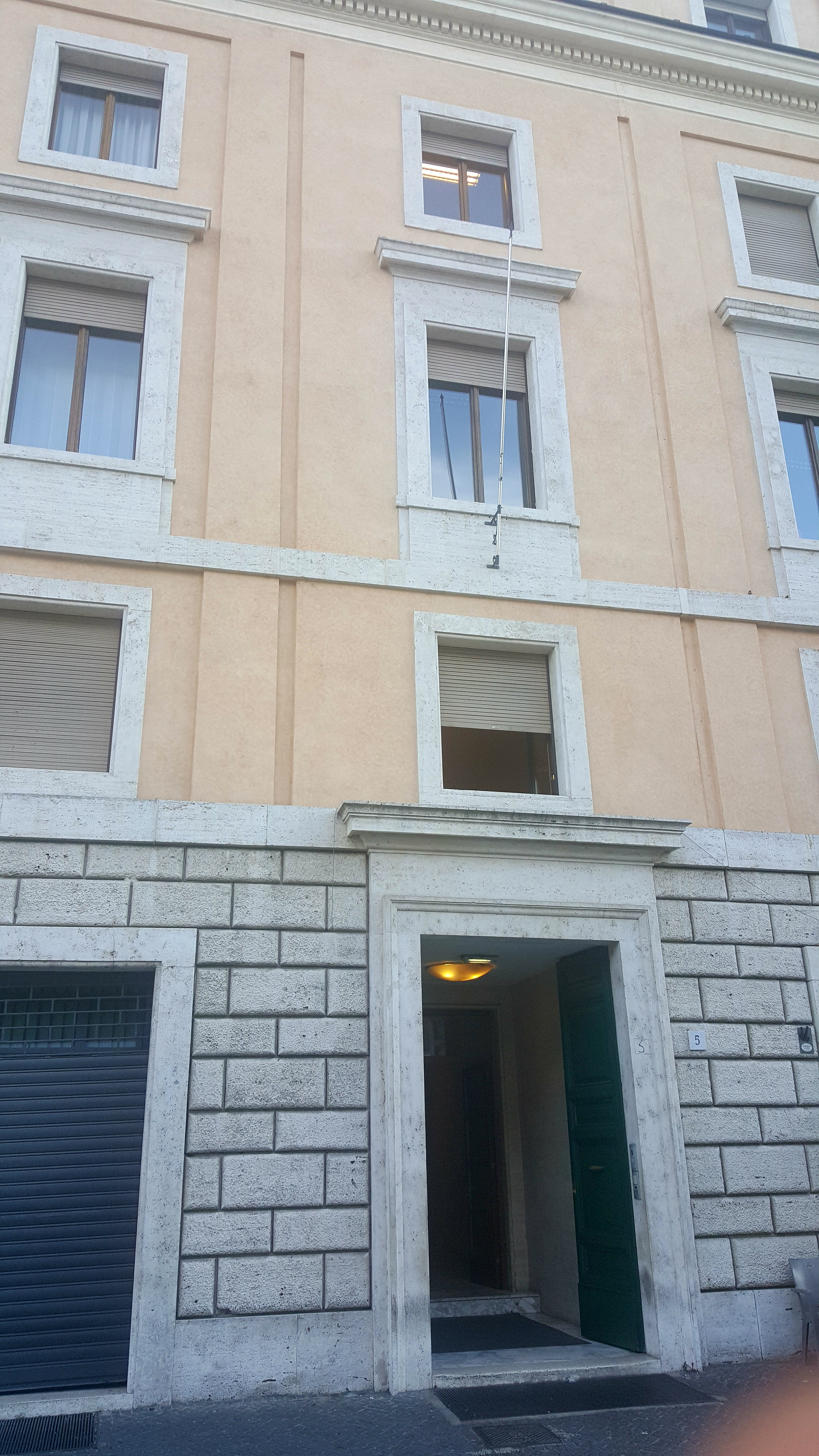
Sitz des Päpstlichen Rats für die Kultur in Rom

Der Päpstliche Rat für die Kultur (lateinisch Pontificium Consilium de Cultura) wurde am 20. Mai 1982 durch den römisch-katholischen Papst Johannes Paul II. errichtet. Der Rat ging mit Wirkung vom 5. Juni 2022 durch die Zusammenlegung mit der Kongregation für das katholische Bildungswesen im Dikasterium für die Kultur und die Bildung auf.

## Geschichte
Durch das Motu proprio Inde a Pontificatus Johannes Pauls II. vom 25. März 1993 wurde der Rat für Kultur mit dem 1965 von Paul VI. geschaffenen päpstlichen Rat für den Dialog mit den Nichtglaubenden unter Beibehaltung seines Namens zusammengelegt.
Papst Benedikt XVI. hat mit dem Motu proprio Pulchritudinis fidei („Die Schönheit des Glaubens“) mit Wirkung zum 3. November 2012 die Päpstliche Kommission für die Kulturgüter der Kirche in den Päpstlichen Rat für die Kultur eingegliedert.
Papst Franziskus nahm am 29. März 2014 neue Mitglieder auf und bestätigte bestehende Mitgliedschaften.
Gianfranco Ravasi hatte das Beratergremium für 2019 bis 2021 neu eingerichtet. Darunter gehörten unter der Leitung der  Soziologieprofessorin Consuelo Corradi 21 Unternehmerinnen, Diplomatinnen, Schauspielerinnen, Beamtinnen und Wissenschaftlerinnen einer „Frauen-Konsultationsgruppe“ an. Nichtgläubige waren ebenso vertreten wie Zugehörige anderer Religionen, darunter die iranische Theologin Shahrazad Houshmand. Weitere Mitglieder waren beispielsweise die Google-Managerin Giorgia Abeltino, die Mode-Unternehmerin Lavinia Biagiotti, die Aufsichtsratspräsidentin des Kinderkrankenhauses Bambino Gesù Mariella Enoc, die Franziskanerin Maria Domenica Melone, erste Rektorin einer Päpstlichen Universität in Rom. Eine eigene Beraterrunde aus jungen Menschen zwischen 18 und 27 Jahren, bestehend aus den Arbeitsgruppen Kultur, Wissenschaften, Gesellschaft und Spiritualität, wurde 2019 eingerichtet.
Mit Inkrafttreten der Apostolischen Konstitution Praedicate Evangelium am 5. Juni 2022 wurde der Rat unter der Bezeichnung Dikasterium für die Kultur und die Bildung (“Dicastero per la Cultura e l’Educazione”) mit der Kongregation für das Katholische Bildungswesen zusammengelegt.

## Präsidenten
- 1982–1988: Gabriel-Marie Kardinal Garrone
- 1988–2007: Paul Kardinal Poupard
- 2007–2022: Gianfranco Kardinal Ravasi

## Mitglieder
- Béchara Pierre Kardinal Raï OMM, Maronitischer Patriarch von Antiochien und des ganzen Orients (ernannt 2014)
- Kazimierz Kardinal Nycz, Erzbischof von Warschau. Ordinarius für die Gläubigen des östlichen Ritus in Polen (ernannt 2014)
- Denis Hart, Erzbischof von Melbourne, Australien (ernannt 2014)
- Arthur Roche, Kurienerzbischof und Sekretär der Kongregation für den Gottesdienst und die Sakramentenordnung (ernannt 2014)
- Alfonso Cortés Contreras, Erzbischof von León, Mexiko, und Apostolischer Administrator von Cuernavaca (ernannt 2014)
- Víctor Manuel Fernández, Erzbischof von La Plata, Argentinien (ernannt 2014)
- Paul-André Durocher, Erzbischof von Gatineau, Kanada (ernannt 2014)
- Filomeno do Nascimento Vieira Dias, Bischof in der angolanischen Exklave und Provinz Cabinda (ernannt 2014)
- Cecilio Raúl Berzosa Martínez, Bischof von Ciudad Rodrigo, Spanien (ernannt 2014)
- Joaquim Giovanni Mol Guimarães, Weihbischof von Belo Horizonte, Brasilien (ernannt 2014)
- Franz-Josef Overbeck, Bischof von Essen, Militärbischof der Deutschen Bundeswehr (ernannt 2014)
- Linus Lee Seong-hyo, Weihbischof in Suwon, Korea (ernannt 2014)
- Charles Morerod OP, Bischof von Lausanne, Genf und Freiburg, Schweiz (ernannt 2014)
- Rafael Vicuña, Professor für Molekularbiologie an der Päpstlichen Katholischen Universität von Chile (ernannt 2014)
- José Tolentino Kardinal Calaça de Mendonça, Kurienkardinal und Archivar und Bibliothekar der Heiligen Römischen Kirche (ernannt 2020)
- Jean-Claude Kardinal Hollerich SJ, Erzbischof von Luxemburg, Luxemburg (ernannt 2020)